# Kabinett Josef Ospelt
Das Kabinett Josef Ospelt war vom 23. März 1921 bis zum 27. April 1922 die von Fürst Johann II. ernannte Regierung des Fürstentums Liechtenstein unter Vorsitz von Landesverweser bzw. ab 5. März 1922 Regierungschef Josef Ospelt. 
Im März 1921 – nach Ablauf der sechsmonatigen Amtszeit – war es wegen der Frage des weiteren Verbleibens Josef Peers im Amt zu heftigen Auseinandersetzungen gekommen. Während die FBP Peer ihr volles Vertrauen aussprach und sich für dessen Verbleiben einsetzte, beharrte die Volkspartei auf den in den Schlossverhandlungen getroffenen Abmachungen und forderte ultimativ die Neubesetzung des Postens des Regierungschefs. Aufgrund eines Landtagsbeschlusses fand am 28. März 1921 eine Volksabstimmung über den Verbleib Peers statt. Obwohl sich von 1608 abgegebenen Stimmen 993 (61,8 %) für das vorläufige Weiterverbleiben Peers aussprachen, stellte sich dieser nicht mehr für eine Weiterführung des Mandats zur Verfügung. 
Auf Empfehlung des zurückgetretenen Landesverwesers Josef Peer beauftragte Johann II. Ospelt ab dem 23. März 1921 mit der einstweiligen Führung der Regierungsgeschäfte. Ospelt war Mitglied der vorberatenden Kommission für die Ausarbeitung der neuen Verfassung, die er am 5. Oktober 1921 als Regierungsvertreter gegenzeichnete. Am 5. März 1922 ernannte ihn der Fürst auf Vorschlag des Landtags als ersten Liechtensteiner zum Regierungschef. Am 27. April 1922 entsprach Johann II. dem Gesuch Ospelts, ihn aus gesundheitlichen Gründen vom Amt des Regierungschefs zu entheben. Den eigentlichen Grund für seine Demission bildete der Sieg der Volkspartei bei den Landtagswahlen vom 5. Februar 1922. Die neue Mehrheitspartei bekämpfte das FBP-Gründungsmitglied Ospelt unter anderem aufgrund seiner konservativen politischen Gesinnung und seiner Kirchennähe. Dieser Auseinandersetzung wollte sich Ospelt durch seinen Rücktritt entziehen. Die vorläufige Führung der Amtsgeschäfte wurde durch Regierungschef-Stellvertreter Alfons Feger (VP) übernommen. 

## Kabinettsmitglieder
|                                                | Bild                                       | Name               | Amtszeit                       | Landschaft |  |
| Landesverweser, ab 5. März 1922 Regierungschef |                                            |                    |                                |            |  |
|                                                | Landesverweser Josef Ospelt                | Josef Ospelt       | 23. März 1921 – 27. April 1922 | Oberland   |  |
| Landesverweser-/Regierungschef-Stellvertreter  |                                            |                    |                                |            |  |
|                                                | Regierungschef-Stellvertreter Alfons Feger | Alfons Feger       | 23. März 1921 – 27. April 1922 | Oberland   |  |
| Regierungsräte                                 |                                            |                    |                                |            |  |
|                                                | Regierungsrat Franz Josef Marxer           | Franz Josef Marxer | 23. März 1921 – 1922           | Unterland  |  |
|                                                | Regierungsrat Oskar Bargetze               | Oskar Bargetze     | März 1921 – März 1922          | Oberland   |  |
|                                                | Regierungsrat Gustav Schädler              | Gustav Schädler    | 2. März 1922 – 27. April 1922  | Oberland   |  |
|                                                | Regierungsrat Felix Gubelmann              | Felix Gubelmann    | 1922 – 27. April 1922          | Unterland  |  |